# Krigsåret 1915

## Pågående krig
- Första världskriget (1914-1918)[1]

- Mexikanska revolutionen (1910-1917)

## Händelser
- 18 januari - Japan framför de 21 kraven på Kina.
- 24 januari - David Beatty sänker SMS Blücher i slaget vid Doggers bankar.
- 10 mars - Slaget vid Neuve Chapelle
- 25 april - Brittiska trupper landstiger i Dardanellerna; början av slaget vid Gallipoli.
- 26 april - Italien byter sida till allierade i det hemliga Londonfördraget, 1915.
- 7 maj - Det amerikanska passagerarfartyget RMS Lusitania sänks av en tysk ubåt
- 23 maj - Italien förklarar krig mot Österrike-Ungern
- 23 juni - Italien attackerar Österrike-Ungern i det första av de tolv slagen vid Isonzofloden.
- 27 augusti - Italien förklarar krig mot Osmanska riket.
- 25 september - England anfaller tyska trupper i slaget vid Loos men retirerar efter tre dagar.
- 14 oktober - Bulgarien går med i kriget på centralmakternas sida

### Fotnoter
1. ↑  ”World Statesmen”. http://www.worldstatesmen.org/WARS.html. Läst 28 juni 2011.